# Bulbophyllum erratum
Bulbophyllum erratum är en orkidéart som beskrevs av Oakes Ames. Bulbophyllum erratum ingår i släktet Bulbophyllum och familjen orkidéer. Inga underarter finns listade i Catalogue of Life.